# I misteri del convento
I misteri del convento (O convento) è un film del 1995 diretto da Manoel de Oliveira, tratto dal romanzo As terras do risco di Agustina Bessa-Luís, la «sua scrittrice preferita».
È stato presentato in concorso al 48º Festival di Cannes.

## Trama
Lo studioso statunitense Michael Padovich vuole dimostrare che Shakespeare fosse in realtà un ebreo spagnolo. Si reca quindi, in compagnia della bella moglie Hélène, nel convento francescano di Arrábida per svolgere le sue ricerche nell'antica biblioteca. Ma l'atmosfera cupa e ambigua del luogo influisce sulla coppia: Michael si innamora della bibliotecaria Piedade mentre Hélène viene insidiata dal guardiano Baltar.

## Critica
Proiettato per la prima volta al festival di Cannes nel 1995, in linea con la diffusione al di fuori dei confini nazionali di registi della escola portuguesa quali António Reis, João César Monteiro, Miguel Gomes e diretto a quel «pubblico di cinefili di più generazioni che si è formato a partire dagli anni sessanta grazie alle forme di circolazione offerte prima dai festival, dai cineclub e dai canali alternativi» e poi reperibile attraverso le nuove tecnologie informatiche, I misteri del convento è un classico film d'autore di Oliveira, che «si colloca all'avanguardia di una lotta artistica che rifiuta di essere soggiogata dalle formule cinematografiche americane».
È stato scritto dell'affinità di questo film con Quell'oscuro oggetto del desiderio, in riferimento alla scena dove Hélène si sostituisce a Piedade, attraverso un vero e proprio trompe-l'œil: «È solo un attimo, Michael crede di essersi sbagliato, volta lo sguardo verso la scala in cui Piedade era solita sedersi. Niente. C'è il vuoto. Nell'inquadratura successiva lo sguardo di Michael ritorna alla porta, Stavolta c'è Hélène con lo stesso vestito, nella stessa posizione, con lo stesso alone luminoso con cui si era presentata Piedade». Questo tema del doppio è basilare ne I misteri del convento ed è sottolineato nel dialogo tra Piedade e Baltar quando lei chiede perché i portoghesi amino tanto i giochi di parole. «Con esse ingannano il diavolo» sentenzia Baltar. E ancora la stessa ricerca del professore, che tende a dimostrare come la vera identità di Shakespeare sia quella dell'ebreo spagnolo Jacques Peres è costruita su di un'illusione. «Su un gioco di parole, un'assonanza (Shakespeare - Jacques Peres) si basa la ricerca di Michel».